# CK Windoor’s Příbram
CK Windoor’s Příbram war ein tschechisches Straßenradsportteam aus Příbram.
Die Mannschaft wurde 2007 unter dem Namen CK Pribram Bei gegründet und nahm seitdem als Continental Team an den UCI Continental Circuits teil. In den Jahren 2008 und 2009 fuhr  die Mannschaft unter dem Namen CK Windoor’s Pribram. Manager war František Trkal, der von den Sportlichen Leitern Marcel Babič und Jiří Wimmer unterstützt wurde. Die Mannschaft wurde mit Fahrrädern der Marke Dandy ausgestattet.

## Saison 2009

### Erfolge in der UCI Europe Tour
In der Saison 2009 gelangen dem Team nachstehende Erfolge in der UCI Europe Tour.
| Datum    | Rennen                                             | Kat. | Fahrer       |
| -------- | -------------------------------------------------- | ---- | ------------ |
| 25. Juni | Slowakische Meisterschaft – Einzelzeitfahren (U23) | NC   | Jakub Novák  |
| 26. Juni | Slowakische Meisterschaft – Einzelzeitfahren       | NC   | Roman Broniš |

### Zugänge – Abgänge
| Zugänge            | Team 2008            | Abgänge          | Team 2009            |
| ------------------ | -------------------- | ---------------- | -------------------- |
| Roman Broniš       | Dukla Trenčín Merida | František Padour | PSK Whirlpool-Author |
| Martin Boubal      | Neoprofi             | Jiří Brazdil     | Unbekannt            |
| Jiří Bozak         | Neoprofi             | Jakub Husek      | Unbekannt            |
| Tomas Danačík      | Neoprofi             | Marek Volf       | Unbekannt            |
| Jiří Sibl          | Neoprofi             |                  |                      |
| Michal Soukup      | Neoprofi             |                  |                      |
| Filip Svestka      | Neoprofi             |                  |                      |
| Maxim Toporischkew | Neoprofi             |                  |                      |

### Mannschaft
| Name               | Geburtstag         | Nationalität | Team 2010               |
| ------------------ | ------------------ | ------------ | ----------------------- |
| Martin Boubal      | 15. März 1984      | Tschechien   |                         |
| Jiří Bozak         | 14. September 1990 | Tschechien   |                         |
| Roman Broniš       | 17. Oktober 1976   | Slowakei     | AC Sparta Praha         |
| Tomáš Danačík      | 24. Oktober 1990   | Tschechien   | PSK Whirlpool-Author    |
| Jakub Kratochvíla  | 26. August 1988    | Tschechien   | ARBÖ KTM-Gebrüder Weiss |
| Zdeněk Mach        | 22. März 1984      | Tschechien   |                         |
| Zdeněk Machac      | 18. November 1987  | Tschechien   |                         |
| Jakub Novák        | 23. März 1988      | Slowakei     | Amore & Vita-Conad      |
| Jiří Sibl          | 3. Februar 1987    | Tschechien   |                         |
| Michal Soukup      | 10. Juli 1989      | Tschechien   |                         |
| Lukáš Stanek       | 23. März 1984      | Tschechien   |                         |
| Filip Svestka      | 15. November 1990  | Tschechien   |                         |
| Maxim Toporischkew | 9. Juli 1990       | Russland     |                         |
| Jan Wolf           | 2. Mai 1989        | Tschechien   |                         |

## Platzierungen in UCI-Ranglisten
UCI Europe Tour
| Saison | Mannschaftswertung | Fahrerwertung            |
| ------ | ------------------ | ------------------------ |
| 2009   | 93.                | Jakub Kratochvíla (492.) |